# 일본 궁내청 서릉부

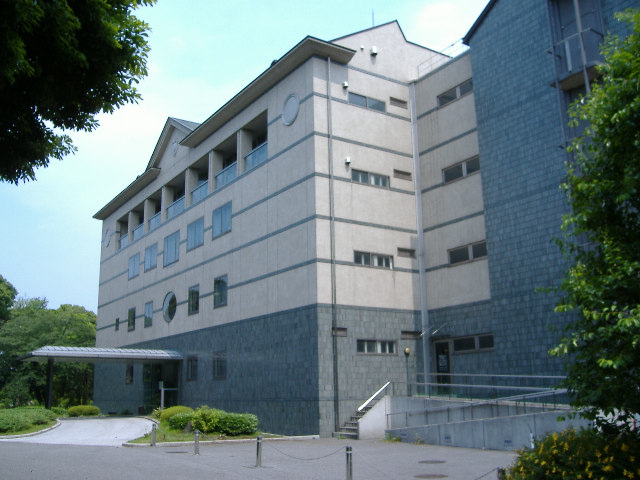
궁내청 서릉부

서릉부(書陵部, 일본어: 書陵部, 영어: Archives and Mausolea Department)는 일본의 황실 관계 문서나 자료 등의 관리와 편수, 그리고 능묘(陵墓)의 관리를 행하는 궁내청(宮內廳) 내부 부국의 하나이다. 도서과, 편수과, 능묘과와 5개 구역으로 나누어 능묘를 관리하고 있는 능묘감구사무소로 크게 나뉜다.
1884년에 설치된 도서료(図書寮)와 1886년에 설치된 제능료(諸陵寮)의 직무를 인계해, 1949년 현재의 서릉부가 탄생하였다. 도서과, 편수과, 능묘과의 3과 체제로 자료의 공개와, 황실 제도와 문화를 연구하여 그 성과를 간행물이나 기관지에 간행하고, 3과 교대로 실시하는 전시회에서 일반에 널리 알리는 활동을 하고 있다.

## 같이 보기
- 이토 히로부미 - 규장각 고서들의 상당수를 빼돌렸으며 현재는 쇼료부(서릉부)에 있다
- 다부세 시스템(田布施システム)